# (162186) 1999 OP3
1999 أو بي 3 (ويعرف أيضًا باسم (162186) 1999 أو بي 3 وفق تسمية الكوكب الصغير) (بالإنجليزية: 1999 OP3)‏ هو كويكب ضمن حزام الكويكبات؛ وترتيبه 162186 من حيث الاكتشاف.
اكتُشف هذا الجُرم الفلكي بواسطة بحث لنكولن عن الكويكبات القريبة من الأرض في 22 يوليو 1999.

## وصلات خارجية
- (162186) 1999 OP3 في قاعدة بيانات مختبر الدفع النفاث لأجرام النظام الشمسي الصغيرة

- الاكتشاف · مخطط المدار ·  العناصر المدارية · المعلمات المادية

- (162186) 1999 OP3 على موقع ويكي سكاي: DSS2, SDSS, GALEX, IRAS, Hydrogen α, X-Ray, Astrophoto, Sky Map, Articles and images